# Frank Powell
Frank Powell, nomi alternativi Frank Fowell e Frank E. Powell (Hamilton, 1877 – New York, 1957), è stato un regista, attore e sceneggiatore canadese.

## Biografia
Frank Powell è stato attore, sceneggiatore e regista sia a teatro che al cinema all'epoca del muto. Nato a Hamilton, in Canada, nell'Ontario, fece il suo debutto sui palcoscenici di Broadway nel 1904.
Nel 1909, passò al cinema, lavorando come attore e sceneggiatore (con il nome di Frank Fowell) per la Biograph dove diresse anche il suo primo film insieme a David W. Griffith.
Alla Biograph girò 63 cortometraggi per passare, nel 1914, alla Pathé Frères. L'anno dopo, lasciò anche la Pathé per diventare regista indipendente, dirigendo il primo film della nuova compagnia di produzione, la George Kleine. Lavorò poi anche per William Fox.
Frank Powell è ricordato soprattutto per essere colui che ha scoperto Theda Bara: uno dei film in cui la diresse fu nel 1915 La vampira, dove l'attrice interpreta la Vamp, un ruolo che la rese star di livello internazionale, affibbiandole un nomignolo che accompagna il suo nome ancora ai giorni nostri.
Tra gli altri attori diretti da Powell, vanno ricordati almeno Mary Pickford  (che diresse in sedici film), Blanche Sweet, Donald Crisp, Robert Harron e Mabel Normand.
La sua carriera cinematografica come regista si chiuse nel 1921, quando girò Astray from the Steerage per la Mack Sennett Comedies. Sceneggiò poi altri due film come Frank Fowell: il suo ultimo lavoro, The Man Without Desire, è del 1923.

## Galleria d'immagini

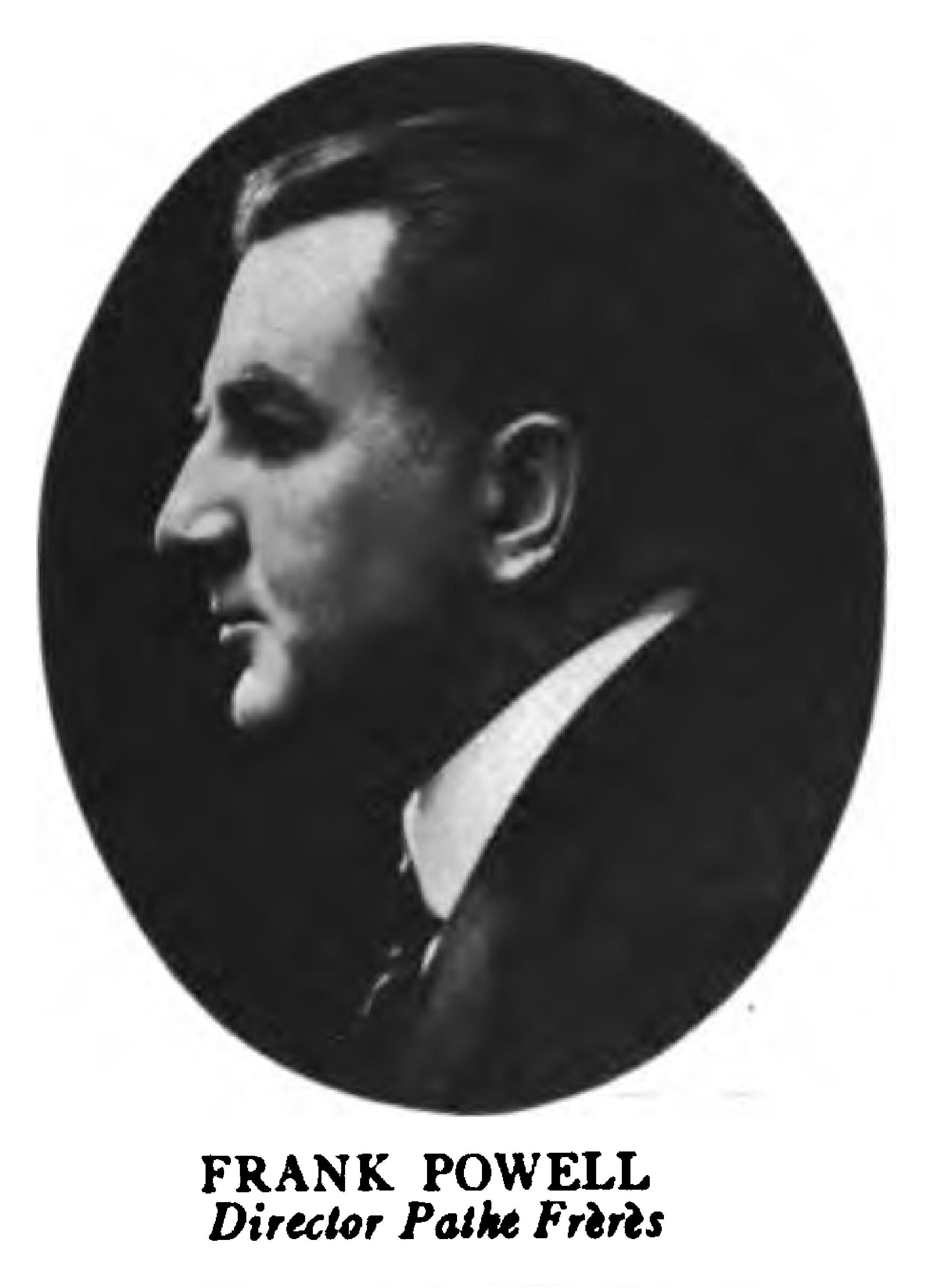
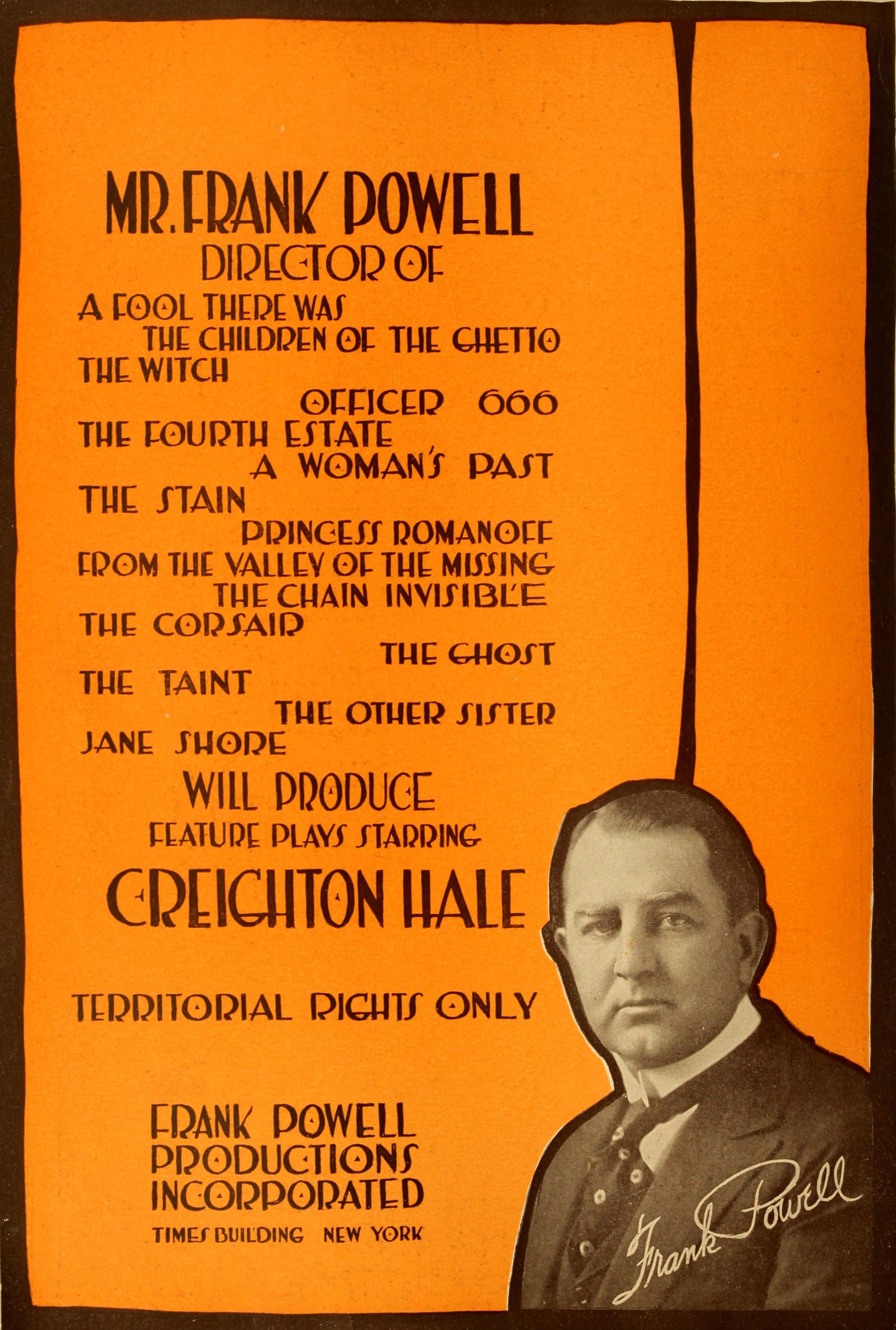
Pubblicità (1916)

## Filmografia parziale

### 1910
- All on Account of the Milk – cortometraggio (1910)
- The Love of Lady Irma – cortometraggio (1910)
- The Smoker – cortometraggio (1910)
- The Kid – cortometraggio (1910)
- The Tenderfoot's Triumph – cortometraggio (1910)
- Up a Tree – cortometraggio (1910)
- An Affair of Hearts – cortometraggio (1910)
- A Knot in the Plot – cortometraggio (1910)
- Never Again – cortometraggio (1910)
- May and December – cortometraggio (1910)
- When We Were in Our Teens – cortometraggio (1910)
- An Old Story with a New Ending – cortometraggio (1910)
- The Affair of an Egg – cortometraggio (1910)
- Muggsy Becomes a Hero – cortometraggio (1910)
- A Summer Tragedy – cortometraggio (1910)
- How Hubby Got a Raise – cortometraggio (1910)
- A Gold Necklace – cortometraggio (1910)
- The Masher – cortometraggio (1910)
- A Lucky Toothache – cortometraggio (1910)
- The Proposal – cortometraggio (1910)
- The Passing of a Grouch – cortometraggio (1910)
- The Troublesome Baby – cortometraggio (1910)
- Love in Quarantine – cortometraggio (1910)
- Not So Bad as It Seemed – cortometraggio (1910)
- His New Lid – cortometraggio (1910)
- Effecting a Cure – cortometraggio (1910)
- Turning the Tables – cortometraggio (1910)
- Happy Jack, a Hero – cortometraggio (1910)
- White Roses – cortometraggio (1910)
- The Recreation of an Heiress – cortometraggio (1910)
- His Wife's Sweethearts – cortometraggio (1910)
- After the Ball – cortometraggio (1910)

### 1911
- The Midnight Marauder – cortometraggio (1911)
- Help Wanted – cortometraggio (1911)
- The Poor Sick Men – cortometraggio (1911)
- Priscilla's Engagement Ring – cortometraggio (1911)
- Teaching Dad to Like Her – cortometraggio (1911)
- Priscilla's April Fool Joke – cortometraggio (1911)
- Cured – cortometraggio (1911)
- Priscilla and the Umbrella – cortometraggio (1911)
- Paradise Lost, co-regia di Mack Sennett – cortometraggio  (1911)
- The Elopement – cortometraggio
- Little Emily – cortometraggio
- Jane Shore – cortometraggio

### 1912
- The Vicar of Wakefield – cortometraggio (1912)
- The Old Curiosity Shop – cortometraggio (1912)
- The Baby and the Stork – cortometraggio (1912)
- Puppets of Fate – cortometraggio (1912)
- Priscilla's Capture – cortometraggio (1912)
- An Indian Summer – cortometraggio (1912)
- Heaven Avenges – cortometraggio (1912)
- Her Life's Story – cortometraggio (1912)
- His Madonna – cortometraggio (1912)
- Dora – cortometraggio (1912)
- Gold and Glitter – cortometraggio (1912)

### 1913
- The Tender Hearted Boy – cortometraggio (1913)
- A Girl's Stratagem – cortometraggio (1913)
- Beyond All Law – cortometraggio (1913)
- For Her Government – cortometraggio (1913)
- The Suicide Pact – cortometraggio (1913)
- The Wedding Gown – cortometraggio (1913)

### 1914
- The Ghost – cortometraggio (1914)
- A Fair Rebel – cortometraggio (1914)
- The Stain – cortometraggio (1914)
- Man's Enemy – cortometraggio (1914)
- The Corsair – cortometraggio (1914)
- His Last Dollar – cortometraggio (1914)
- Officer 666 – cortometraggio (1914)

### 1915
- La vampira (A Fool There Was) (1915)
- Children of the Ghetto  (1915)
- From the Valley of the Missing (1915)
- Her Grandparents (1915)
- Princess Romanoff (1915)
- The Devil's Daughter   (1915)
- A Woman's Past (1915)

### 1916
- The Fourth Estate (1916)
- The Witch (1916)
- The Chain Invisible (1916)
- The Scarlet Oath, co-regia di Travers Vale (1916)
- Charity (1916)

### 1917
- The Greater Woman (1917)
- Motherhood (1917)
- Il segreto della casa Balfame (Mrs. Balfame) (1917)
- The Debt (1917)
- Hedda Gabler (1917)
- The Mirror (1917)
- The Final Payment (1917)
- The Dazzling Miss Davison (1917)
- Mary Moreland (1917)

### 1918
- Heart of the Sunset  (1918)

### 1919
- The Forfeit    (1919)
- The Unbroken Promise   (1919)
- You Never Know Your Luck   (1919)

### 1921
- Officer Cupid    (1921)

Astray from the Steerage  (1921)

### Attore
- The Heart of an Outlaw, regia di David W. Griffith – cortometraggio (1909)
- The Honor of Thieves, regia di David W. Griffith – cortometraggio (1909)
- The Politician's Love Story, regia di David W. Griffith – cortometraggio (1909)
- The Voice of the Violin, regia di David W. Griffith – cortometraggio (1909)
- A Rude Hostess, regia di David W. Griffith – cortometraggio (1909)
- His Duty, regia di David W. Griffith – cortometraggio (1909)
- The Lonely Villa, regia di David W. Griffith – cortometraggio (1909)
- The Son's Return, regia di David W. Griffith – cortometraggio (1909)
- The Faded Lilies, regia di David W. Griffith – cortometraggio (1909)
- Was Justice Served?, regia di David W. Griffith – cortometraggio (1909)
- The Way of Man, regia di David W. Griffith – cortometraggio (1909)
- The Necklace, regia di David W. Griffith – cortometraggio (1909)
- The Message, regia di David W. Griffith – cortometraggio (1909)
- Il medico di campagna (The Country Doctor), regia di David W. Griffith – cortometraggio (1909)
- The Cardinal's Conspiracy, regia di David W. Griffith – cortometraggio (1909)
- The Friend of the Family, regia di David W. Griffith – cortometraggio (1909)
- Tender Hearts, regia di David W. Griffith – cortometraggio (1909)
- The Slave, regia di David W. Griffith – cortometraggio (1909)
- A Strange Meeting, regia di David W. Griffith – cortometraggio (1909)
- The Mended Lute, regia di David W. Griffith – cortometraggio (1909)
- Mr. Jones' Burglar, regia di David W. Griffith – cortometraggio (1909)
- With Her Card, regia di David W. Griffith – cortometraggio (1909)
- His Wife's Visitor, regia di David W. Griffith – cortometraggio (1909)
- The Indian Runner's Romance, regia di David W. Griffith – cortometraggio (1909)
- The Seventh Day, regia di David W. Griffith – cortometraggio (1909)
- The Mills of the Gods, regia di David W. Griffith – cortometraggio (1909)
- The Hessian Renegades, regia di David W. Griffith – cortometraggio (1909)
- The Children's Friend, regia di David W. Griffith – cortometraggio (1909)
- The Broken Locket, regia di David W. Griffith – cortometraggio (1909)
- In Old Kentucky, regia di David W. Griffith – cortometraggio (1909)
- Leather Stocking, regia di David W. Griffith – cortometraggio (1909)
- Fools of Fate, regia di David W. Griffith – cortometraggio (1909)
- In the Watches of the Night, regia di David W. Griffith – cortometraggio (1909)
- Lines of White on a Sullen Sea, regia di David W. Griffith – cortometraggio (1909)
- Nursing a Viper, regia di David W. Griffith  (1909)
- The Light That Came, regia di David W. Griffith – cortometraggio (1909)
- Two Women and a Man, regia di David W. Griffith – cortometraggio (1909)
- A Sweet Revenge, regia di David W. Griffith – cortometraggio (1909)
- The Death Disc: A Story of the Cromwellian Period, regia di David W. Griffith – cortometraggio (1909)
- A Corner in Wheat, regia di David W. Griffith – cortometraggio (1909)
- The Rocky Road, regia di David W. Griffith – cortometraggio (1910)
- The Last Deal, regia di David W. Griffith – cortometraggio (1910)
- The Cloister's Touch, regia di David W. Griffith – cortometraggio (1910)
- The Newlyweds, regia di David W. Griffith – cortometraggio (1910)
- In Old California, regia di David W. Griffith – cortometraggio   (1910)
- The Man, regia di David W. Griffith – cortometraggio (1910)
- The Love of Lady Irma, regia di Frank Powell – cortometraggio (1910)
- Faithful, regia di David Wark Griffith – cortometraggio (1910)
- Over Silent Paths (1910)
- A Knot in the Plot, co-regia di Frank Powell e David W. Griffith – cortometraggio (1910)
- The Impalement, regia di David W. Griffith – cortometraggio (1910)
- The Oath and the Man (1910)
- A Knight of the Road (1911)
- His Day (1912)
- The Second Generation (1914)
- La vampira (A Fool There Was), regia di Frank Powell (1915)

### Sceneggiatore
- His Duty, regia di D.W. Griffith (1909)
- May and December, regia di D.W. Griffith, Frank Powell (1910)
- La vampira (A Fool There Was), regia di Frank Powell (1915)
- His Daughter's Dilemma, regia di Ralph Dewsbury   (1916)
- The Fourth Estate, regia di Frank Powell (1916)
- The Witch, regia di Frank Powell (1916)
- Partners at Last, regia di Ralph Dewsbury  (1916)
- The Greater Need, regia di Ralph Dewsbury   (1916)
- Mrs. Balfame, regia di Frank Powell (1917)
- The Final Payment, regia di Frank Powell (1917)
- Everybody's Business, regia di Ralph Dewsbury  (1917)
- The Forfeit, regia di Frank Powell (1919)
- The Unbroken Promise, regia di Frank Powell (1919)
- Enchantment, regia di Einar Bruun (1920)
- The Penniless Millionaire, regia di Einar Bruun   (1921)
- Kitty Tailleur, regia di Frank Richardson  (1921)
- In Full Cry, regia di Einar Bruun (1921)
- A Soul's Awakening, regia di W.P. Kellino  (1922)
- In the Night, regia di Frank Richardson  (1922)
- The Man Without Desire, regia di Adrian Brunel (1923)